# Pokémon Go
A Pokémon Go félig a valóságban, félig az okostelefon virtuális terében játszható MMORPG játék, azaz olyan sokszereplős online szerepjáték, ahol nagyszámú játékos képes egymással kapcsolatot teremteni egy virtuális világban. Az alkalmazást a Pokémon Go elődjének tekinthető Ingress fejlesztője a Niantic Labs alkotott és amely szintén a Google Térkép játékra alkalmazott változatán játszható. A helyszínalapú játékok (Location Based Game, LBG) közé tartozó játékszoftver 2016 nyarán jelent meg iOS és Android operációs rendszerre. A Google Cloud felhőszolgáltatás („cloud computing”) segítségével elméletileg az egész világon használható az alkalmazás, publikus felhő esetében az interneten keresztül. Amennyiben a játékos a Google fiókjával regisztrál a Pokémon Go felhasználójaként, akkor az alkalmazás a legfelsőbb szintű hozzáféréshez juthat a fiókjához, ha azon keresztül jelentkezik be.
A játékot a japán The Pokémon Company forgalmazza. A Pokémon Go okostelefonos alkalmazás használata során újra láthatjuk az ismert Pokémon konzolos szerepjáték sorozat szereplőit és eseményeit, a mobilos játék során is a legismertebb vadon élő szörnyecskék (Pocket Monsters) példányait lehet trófeaként összegyűjteni, ebben a játékban azonban már valóságos földrajzi helyeken zajlanak a kalandok, az úgynevezett kiterjesztett valóság segítségével. A háttértörténet magva a népszerű Pokémon anime sorozat elemeit ismétli.
A free-to-play játék a helymeghatározásra képes okostelefon térbeli pozíciója alapján jeleníti meg a játékost, annak valóságos környezetében. Az okostelefonokba épített különféle szenzorok (érintőképernyő, kamera, digitális iránytű, gyorsulásmérő, giroszkóp, lépésszámláló stb.) segítségével, az érzékelhető való világ a játék pályájává válik. Az animált főhőst egy külső nézetes izometrikus kameraállásból mutatva a telefon GPS-rendszerének adatait felhasználva meghatározza a Pokémon Go játékos pozícióját és követi az útvonalát. Habár maga a játék ingyenes, az úgynevezett »pokécoin« vásárlással komoly pénzösszegeket költhetnek a pokémon vadászok az eszközeik fejlesztésére. A játékhoz internetkapcsolat szükséges. Becslések szerint évi egymilliárd dollár bevétele lehet rajta a Nintendónak. Azonban ezt a hírt később cáfolták.
A játékot 2015. szeptember 10-én jelentette be a The Pokémon Company. A Pokémon GO megjelenése pillanatától világsiker, a Nintendo árfolyama a kiadást követő második hét végére már megduplázódott, a piaci kapitalizációja pedig mintegy 10 milliárd dollárral nőtt. Az ingyen letölthető alkalmazás az Egyesült Államokban egy hét alatt a napi aktív Pokémon GO alkalmazás felhasználóinak száma elérte a 21 milliót, amivel minden idők legsikeresebb okostelefonos játéka lett az amerikai piacon, megelőzve a Candy Crush Sagát. A kiugró sikert jól jellemzi, hogy az App Annie nevű alkalmazásanalitikai cég jelentése szerint az okostelefonos játék naponta 10 millió dollárnyi bevételt termel.

## Előzmények

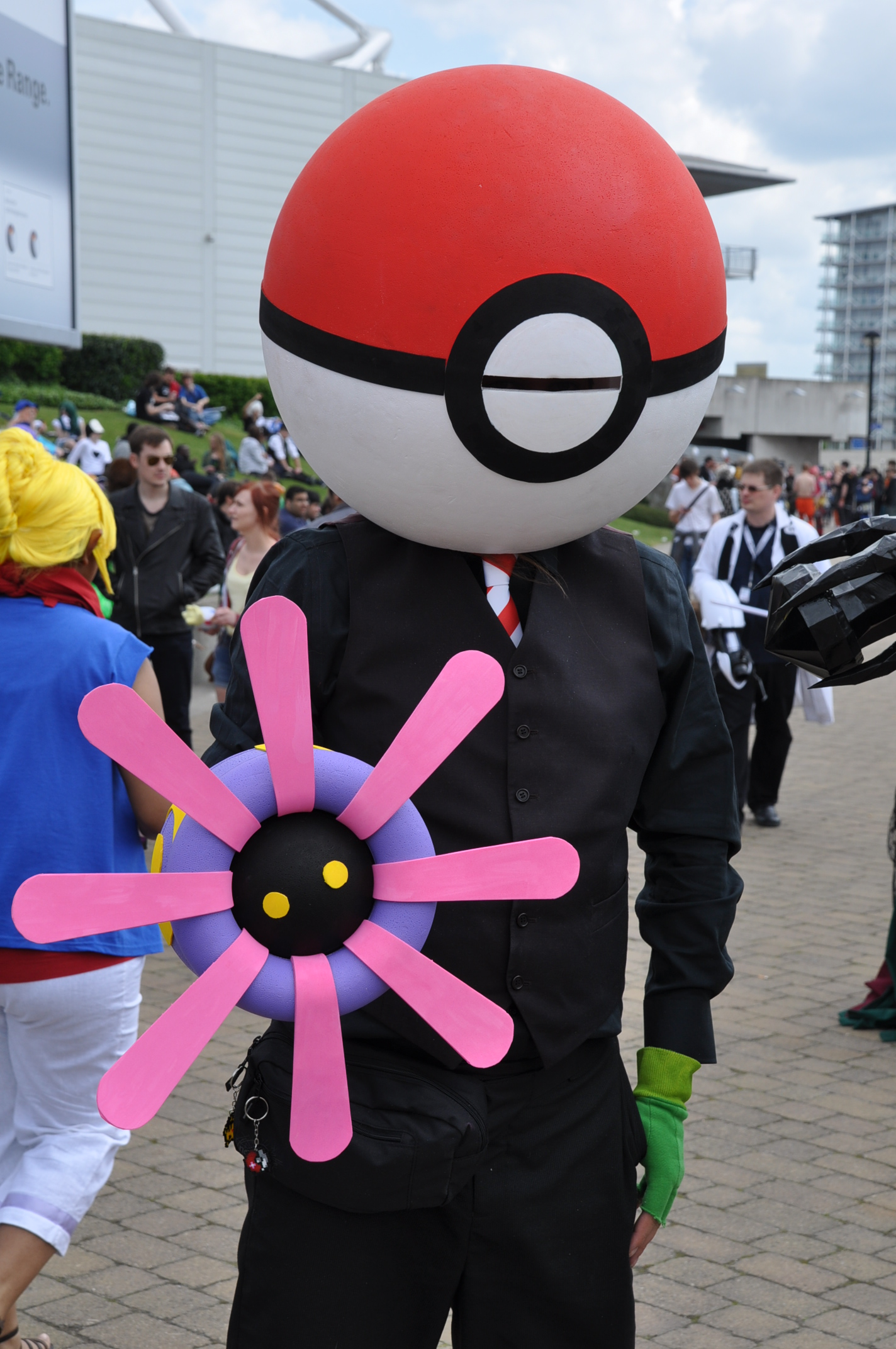
Pokélabda-fejű animerajongó cosplay-es

Az ötletgazdák 1990-ben kezdték fejleszteni a Capsule Monsters elnevezésű első pokémonos játékot, majd 1995-ben a tervezője Tadzsiri Szatosi, akit az egész Pokémon-univerzum atyjakét tisztelnek, megalapította a Pokémon-franchise-t. Néhány fejlesztési bonyodalom után 1996. február 28-án megjelent a később az egész világon ismertté és sikeressé váló Pokémon Red és Blue Game Boy kézikonzolra tervezett szerepjáték. Ennek háttértörténetében a pokémonedző útnak indul, hogy ő legyen a legjobb pokémonmester, és hogy befogja a zsebszörnyeket. A konzolon a játékos a főszereplőt felülnézetből irányítja, és úgy vezeti őt végig Kanto fiktív régiójában. A játék célja, hogy minden idők legjobb Pokémon-mesterévé váljunk, ehhez pedig nyolc jelvényt kell gyűjtenünk az ún. Pokémon edzőtermek vezetőitől, ezután hogy le kell győzni a négy legjobb edzőt, az Elit Négyest, végül pedig a régió bajnokával kell megküzdeni, hogy a játékos bejusson a Dicsőségek Csarnokába (Hall of Fame). A játék másik célja az, hogy teljesíteni kell a Pokédexet, egy high-tech enciklopédiát. Ehhez el kell fogni mind a 151 darab pokémont. A Pokémon történetekben az első generációs Pokémon Red-től kezdve a 2016 decemberében megjelenő hetedik generációs Pokémon Moon-ig valójában semmi lényeges nem változott az évek során, melyeknek főszereplője Ash Ketchum pokémon-edző volt. A Pokémon játékok egyik legfontosabb eleme a továbbfejlődés folyamata, amelynek során egy pokémon átalakul egy fejlettebb példánnyá, ami után nagyobb és erősebb lesz, újfajta lépéseket tanulhat meg, és bizonyos pokémonoknak a típusa is megváltozik.
Az 1997-ben megjelent Pokémon anime sorozat a Pokémon videójátékok adaptációja, s így a Pokémon franchise része.
A célom az, hogy jó legyek

Hű társam oldalán,

Oly sok a harc, a küzdelem,

De győzelem vár ránk!
Néhány virtuális szörnyecske karaktere a sorozat pokémonjai közül:
- Nidoking – Izmos farkát arra használja, hogy áldozatait agyonverje, szétlapítsa, vagy összetörje a csontjaikat.[31]
- Psyduck – Ez a ravasz pokémon pszichokinetikus erőket mozgósít, miközben ellenfeleit üres tekintetével elaltatja.
- Kadabra – Speciális alfasugarat bocsát ki, amelyek fejfájást okoznak már akkor is, ha csupán a közelében tartózkodik valaki.
- Aerodactyl – A történelem előtti korból való veszélyes pokémon, amely fogazott karmaival vágja át áldozatai torkát.
- Gengar – Ez a pokémon szeret teliholdnál az ember mögé lopakodni és annak rémületén mulatni.

A Pokeémon Go okostelefon-alkalmazás alapja visszanyúlik 2011-ig, a Niantic Labs Ingress névre hallgató játékáig, amelyben nem szörnyeket kellett begyűjteni, hanem portálokat elfoglalni, bár ugyanúgy mozognia kellett a helyszínen a játékosoknak, mint a Pokémon Go során. A megvalósuló koncepció viszont már Satoru Iwata (Nintendo) és (The Pokémon Company) közös ötlete volt. A Pokémon Company felel a Pokémon GO finanszírozásáért, a franchaise is a Pokémon Companyé, így övé a nyereség nagy része is.
Az erőszakmentes játékban nem folyik vér, amikor egy pokémont elkapnak, akkor a pokélabdába zárt zsebszörnyecske adatait a játékos rögzíti a saját nyilvántartásában. Jelenleg (2016. júliusi állapot szerint) a pokémon enciklopédiában (Pokédex) nyilvántartott 720 szörnyecske közül még csak 148 darab pokémon kapható el a játékban, de a későbbiekben a begyűjthető típusok száma előreláthatólag 151-re emelkedhet. A ritkaságuk alapján is rendszerezett 151 szörny közül Mew minden pokémon leghatalmasabbja, aki óriási szellemi erővel rendelkezik és ő az ősidők pokémonja, aki eredendően mindig létezett. Társát Mewtwot pedig Mew szemöldökéből klónozták. 2017. február 15-én további 80 darab második generációs pokémont raktak be a játékba.
Ha azt szeretnéd,hogy Vaporeon legyen Eeveeből akkor mielőtt evolvolod nevezd át Rainer-re! Ha Flareont szeretnél írd át Pyro-ra Eeveet,és ha Jolteonra vágysz akkor nevezd át Sparky-ra Eeveet! Vaporeon lesz a legerősebb utána Flareon majd Jolteon!

## A fejlesztés menete

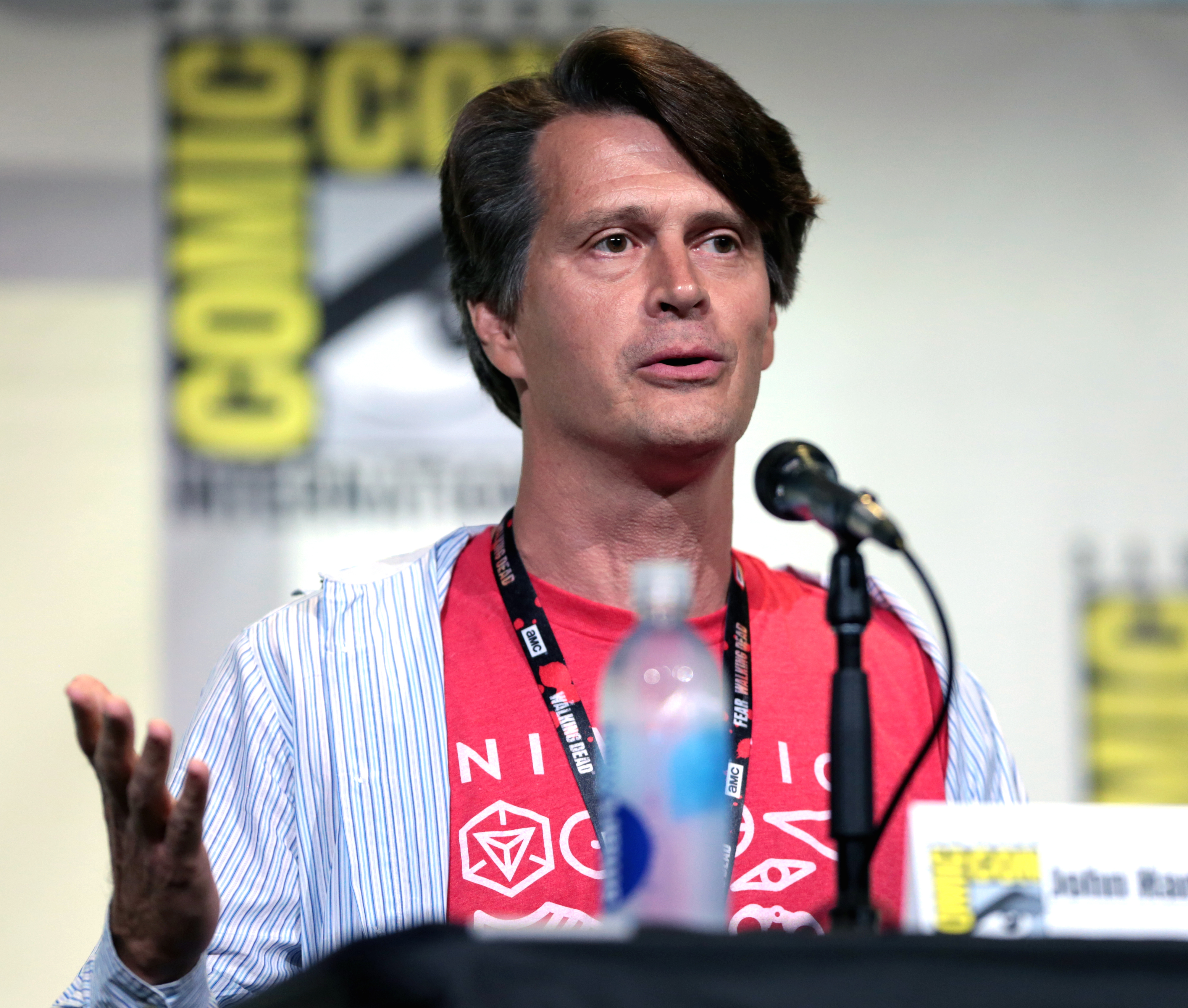
John Hanke az üzleti rekordokat döntő Pokémon Go játékot fejlesztő Niantic Labs alapítója

Maga a Google Maps 2014-ben egy ötlettel kereste meg a Pokémon Companyt, melyet áprilisi tréfának szántak. Ez volt a Google Maps Pokémon Challenge. Ehhez leforgattak egy videót is, illetve elkészítették a minijátékot, amely a Google Térképből volt előhívható okostelefonról. A videóban új munkatársakat kerestek pokémon-edző munkakörbe. Ez adta az igazi ötletet a Nianticot vezető John Hankenak a Pokémon Go alkalmazás megalkotásához.

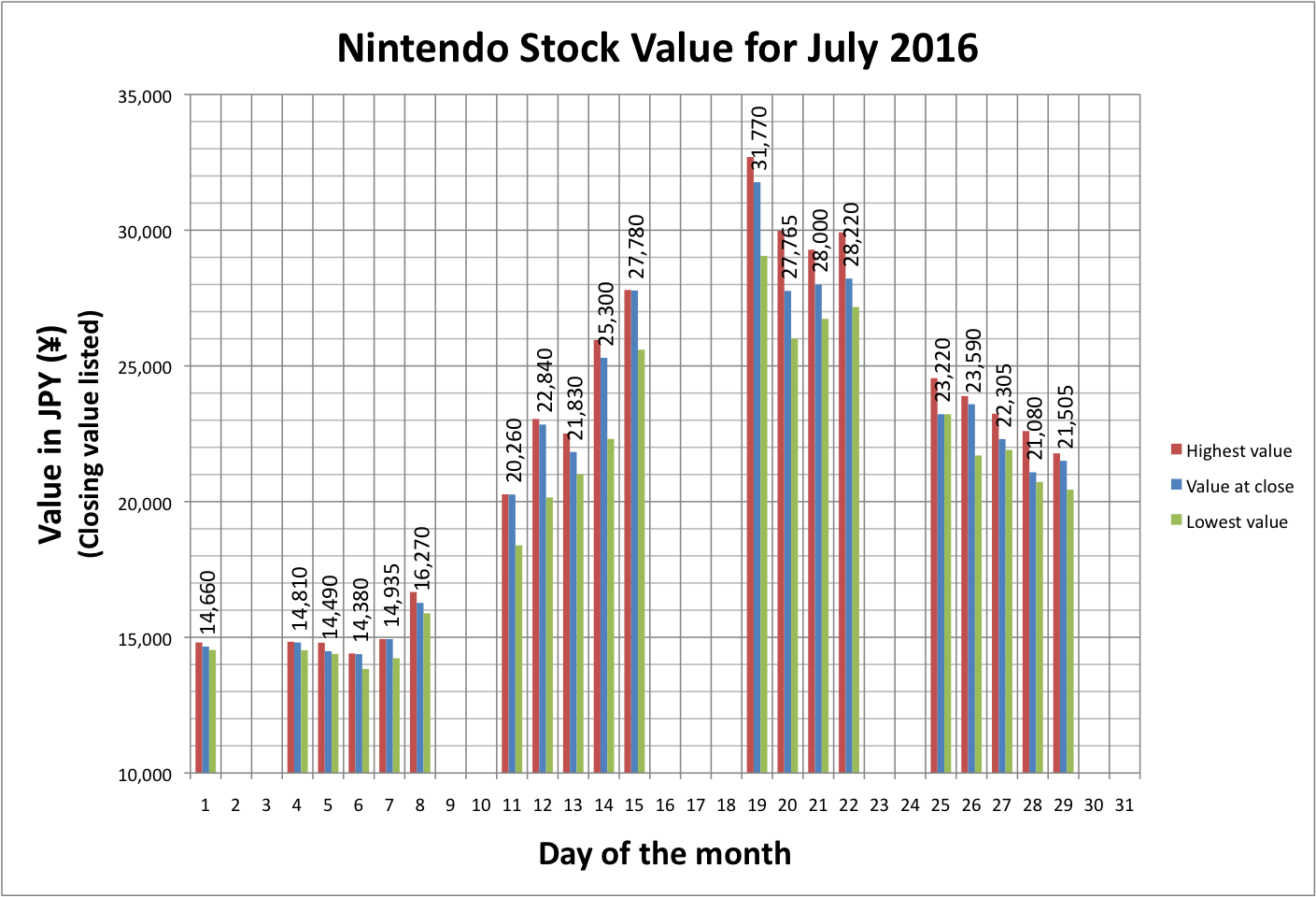
A Nintendo tőzsdei értékének változása 2016. júliusában

Az első bétaverzió bejelentése 2016. márciusban történt, csak japán játékosok jelentkezhettek. Ugyanebben a hónapban a Niantic bemutatta a Pokémon Gót a világ legnagyobb showcase fesztiválján, a South By Southwesten (SXSW). Ezután már nem volt mit titkolni, így hivatalosan is előálltak az első képekkel a játékról. Március végén aztán végre elkezdődhetett a zárt bétatesztelés Japánban. Áprilisban ehhez csatlakozott Új-Zéland és Ausztrália, majd májusban az Amerikai Egyesült Államok, ahol a következő hónapban bővítették a tesztelők körét.
A világ legjelentősebb videójáték-ipari kiállításán és vásárán, az Electronic Entertainment Expón (E3) aztán június közepén már élő adásban beszéltek a Pokémon Góról a játék fejlesztői, bár ekkor még semmi sem utalt a világméretű sikerre.
2016. július 6-tól kezdetben Ausztráliában, Új-Zélandon és az Amerikai Egyesült Államokban várt elérhetővé az ingyenes mobiljáték, ami azonnal elsöprő sikert hozott. Július 11-ig csak az Egyesült Államokban 7,5 millióan töltötték le, a Nintendo árfolyama pedig több mint 50 százalékot emelkedett három kereskedési nap alatt a tőzsdén.
A Pokémon Go 2016. július 13-án jelent meg Európában, először Németországban, 2016. július 16-tól pedig már Magyarországon is hivatalosan elérhető a játék.
John Hanke a Pokémon Go játékot fejlesztő Niantic Labs alapítójának véleménye szerint az okostelefonos szórakoztató alkalmazás lehetőséget nyújt a játékban résztvevők számára, hogy interakcióba kerüljenek más játékosokkal, csakúgy mint a hagyományos, nem helyszínfüggő videójátékok esetében, ugyanakkor a sok mozgást igénylő pokémon vadászat, tulajdonképpen akár az Antarktisztól az Északi-sarkig, pozitív hatással is lehet a fiatalok egyes szocializációs fázisaira.

## A Pokémon Go játékmenete
A Pokémon Go lényege, hogy a játékos mobiltelefonjának segítségével minél több pokémonra bukkanjon és gyűjtsön be akárhol a szabadban úgy, hogy pokélabdát dob rá, ami tulajdonképpen egy csapda. A megszerzett figurákkal ezek után más felhasználók lényeivel harcolhat az edzőtermekben. A küzdelem során a pokémonok saját tulajdonságai kerülnek előtérbe, maga a harc azonban automatikus, amelybe a játékos legfeljebb csak beavatkozhat. A legfontosabb, hogy lehetőleg több lénye legyen, ezek minél erősebbek legyenek és minél több pontot gyűjtsenek be.
A Pokémon Go telepítése után, annak kezdetekor a játékos kiválaszthatja, hogy férfi vagy női nemű virtuális alteregóval (avatarral) kezdi meg a vadászatot(a játék során a kapott pontok segítségével a későbbiek során fejlődhet, szintet léphet). Ha ez megvan, akkor meghatározhatja továbbá annak ruházatát, haját, bőrének és szemének színét. Ezek után már ténylegesen elindul a játék.
Az indításakor a térképen három pokémon jelenik meg, (Bulbasaur, Charmander és Squirtle), közülük viszont csak egyet lehet kiválasztani. Egy egyszerű trükkel azonban akár Pikachuval is kezdhetünk: ehhez nem kell semmi mást tenni, csak annyit, hogy magukra hagyjuk az előbb említett szörnyeket, és elsétálunk. Ezt azonban felbukkanásuk okán többször meg kell ismételnünk, de a kitartó sétálgatás vége szinte kivétel nélkül egy Pikachu, akinek a legismertebb támadása a Villámcsapás (Thunderbolt), amellyel százezer voltot tud rászabadítani ellenfelére.
A pokémonok valós földrajzi helyek közelében jelennek meg az alkalmazás térképén a kiterjesztett valóság segítségével. Ha a mobilalkalmazás megjeleníthető szörnylényt érzékel, akkor azt vibrálással jelzi. Bárhol előfordulhatnak, bár a fejlesztők jelezték, hogy nehezen megközelíthető vagy veszélyes helyekre nem tesznek ki, illetve külön, indokolt kérésre különböző területeket is kizárhatnak. Általánosan elterjedt nézet azonban, hogyha több PokéStop van közel egymáshoz, akkor ott nagyobb valószínűséggel fordulnak elő. A korai szakasz után a bővülő számban megjelenő szörnyecskéket csere-berélni is lehet majd. Ha sikerült rábukkanni egy szörnyre, akkor pokémonlabdával csapdába ejthetjük. Ezt egy sárga célzófelület segíti, bár előfordulhat, hogy többször is meg kell ismételni a dobást. A pokélabdák közül ezért érdemesebb erősebbet kiválasztani. Az elkapás művelete során nincs harc, sőt az elfogást meg is lehet könnyíteni azáltal, hogy bogyóval megetetjük a pokémont. A vadászat külön érdekessége, hogy a szörnyecskék fajuk tulajdonságainak megfelelően csak egy adott, valós környezetben képesek megjelenni (folyópart, tisztás, iskola, könyvtár, stb.)

### Csapatválasztás
Az ötödik szint elérésével a legközelebbi edzőteremben Willow professzor felajánlja a csapatválasztást.
A három lehetőség: sárga a Team Instinct (ösztönökre épít), kék a Team Mystic (átalakulásra koncentrál), vörös a Team Valor (harc). Az Instinct csapat vezetője Spark, a kabalájuk Zapdos. A kék csapatot Blanche vezeti, kabalájuk Articuno. A piros Team Valor csapat vezetője Candela, kabalájuk Moltres.

### Pokémontípusok
A befogható pokémonok különböző kategóriákba, típusokba vannak besorolva, attól függően, hogy hol élnek, illetve, hogy mik az erősségeik és gyengeségeik. A különböző típusok mindegyike vagy erősebb, vagy gyengébb, vagy semlegesebb lehet más típusoknál. Egyes pokémonok egyszerre többféle támadás típussal is rendelkezhetnek (pl. víz és jég), ami azt jelenti, hogy ezekre a pokémonokra mindkét típus hatással van.
- Normál – egyetlen típus ellen sem esélyes.
- Tűz (fire) – eséllyel veheti fel a harcot fű, bogár, jég, acél típusú pokémonokkal. Viszont reménytelen víz, kő, föld típusokkal szemben.
- Víz (water) – tűz, szikla, föld, acél ellen vethető be. Fű vagy elektromos szörny ellen esélytelen a küzdelme.
- Elektromosság (electric) – víz, repülő, acél karakterek ellen hatásos, viszont fű, föld, szikla fajták elől inkább meneküljön.
- Fű (grass) – víz, szikla, föld, acél, elektromos, harcos pokémonok ellensége, de hatástalan tűz, repülő, méreg, bogár, jég zsebszörnyek ellen.
- Jég (ice) – fű, föld, repülő, sárkány fajták ellen kiváló, ugyanakkor acél, szikla, tűz, harcos lények kerülendőek.
- Harcos (fighting) – normál, jég, szikla, acél sötétség típusok legnagyobb ellensége, ugyanakkor kár összeütközni jég, pszicho, tündér alkatokkal.
- Méreg (poison) – a bogár és fű pokémonok végzete, viszont ne csatázzon föld és pszicho szörnyekkel.
- Földi (ground) – tűz, méreg, elektromosság, szikla, és acél fajtájú zsebszörnyek hatásos ellensége, viszont kerülendő a fű és bogár típusokkal a csata.
- Repülő (flying)- a fű, a harcos, de akár a bogár lények kegyetlen ellensége, ugyanakkor neki az elektromos, a szikla és az acél szörnyek ellen semmi esélye.
- Pszichés (psychic) – harcos és méreg fajták ősi, és sikeres ellensége, viszont a szellempokémonok kerülendőek.
- Bogár (bug) – a pszicho, sötét és a fű változatok rettegnek tőle, a kő, tűz és repülő típusok azonban simán elintézik.
- Kő (rock) – tűz, jég, repülő típusok réme, ugyanakkor a víz, fű, föld, harcos, és acél szörnyek végzetesek számára.
- Szellem (ghost) – a pszicho és különös módon saját fajtársai esélytelenek ezen típussal szemben, de ő soha ne akadjon össze a sötét faj szörnyeivel.
- Sárkány (dragon) – saját fajtársai ellen igazán sikeres, viszont a jég pokémonoktól is menekülnie kell.
- Sötét (dark) – pszicho és a szellem típusok végzete, de a sötét pokémonok a elbánnak a harcos, tündér, és bogár lények.
- Acél (steel) – a jég és kő típusok ellen kiváló, de nem bír el a tűz, föld, és harcos zsebszörnyekkel.
- Tündér (fairy) – harcos, sárkány és sötét pokémonok végzete, ahogyan neki pedig a méreg és acél lények kerülendőek.

### Pokémonok a játékban
- 2016. július 6.: A játék kezdetén az első generációs pokémonokat lehetett elkapni. Ez összesen 151 darab pokémont jelentett, ebből azonban 5 darab legendás pokémont nem raktak be a játékba (Mew, Mewtwo, Articuno, Zapdos, Moltres), a Ditto sem volt elérhető, illetve 4 darab pokémon "régió exkluzív", azaz bizonyos területeken lehet csak elkapni (Tauros (Észak-Amerika), Kangaskhan (Ausztrália), Mr. Mime (Európa), Farfetch'd (Ázsia)).[58][59]
- 2016. november 23-án elérhetővé vált a Ditto nevű pokémon. Ez egy alakváltó pokémon, ezért más pokémonok alakjaiban jelenik meg a játékban.[60]
- 2016. december 12-én bevezetésre került 7 darab második generációs "baby" pokémon, amelyeket tojásokból lehetett kikelteni (Pichu, Cleffa, Igglybuff, Togepi, Smoochum, Elekid, Magby)[61]
- 2017. február 15-én további 80 darab második generációs pokémont raktak be a játékba. Ezzel 251 pokémonra emelkedett a Pokédex lista, de ebből 2 darab regionális pokémon lett (Heracross (Latin-Amerika, Dél-Florida), Corsola (Trópusok (Latin-Amerika, Dél-Florida, Afrika és Ázsia bizonyos területei)).[62] 6 darab legendás pokémont nem raktak be (Raikou, Entei, Suicune, Lugia, Ho-oh, Celebi), továbbá Delibird és Smeargle sem elérhető.[37][63][64][65]
- 2017. március 24-én megjelent a játékban a "Shiny Magikarp"; átalakult formája pedig a "Red Gyarados". A "Shiny" pokémonok különböznek a többi pokémontól, mivel ritkábbak, más a színük, és csillogó/ragyogó megjelenést kaptak.[66]
- 2017. július 22-én megrendezték az első Pokémon GO Fest-et Chicago-ban, a Grant Parkban. A rendezvény eredményeként bekerültek a játékba a legendás pokémonok. Először Lugia, később pedig Articuno jelent meg világszerete "raid boss" formájában, mivel a Team Mystic nyerte a csapatversenyt. A Niantic tájékoztatása szerint 2017. július 31-augusztus 7. közötti időszakban Moltres-t; 2017. augusztus 7-14. között pedig Zapdos-t fogja aktiválni 5-ös szintű "raid boss" formájában. Articuno 2017. július 22-31. között lesz elérhető, míg Lugiat az event végéig, egészen augusztus 14-ig lehet elkapni.[67][68][69] A sikerre való tekintettel a Niantic meghosszabbította a korábban említett négy legendás madár idejét augusztus 31-ig, esélyt adva azoknak, akiknek még nem sikerült elkapniuk őket.[70]
- 2017 augusztusában a Safari Zóna event részeként Európa bizonyos nagyvárosaiban (pl. Bécs, Pozsony, London, Barcelona) megjelent a "Kangaskhan" nevű regionális pokémon, amit eddig csak Ausztráliában lehetett elfogni. Az event részeként az "Unown" nevű pokémon is gyakrabban fordul elő ezekben a városokban.[71] Japánban, Yokohamában megrendezett Pokémon GO Park és Stadium event során mindeközben megjelent a régió exkluzív "Mr. Mime", a ritka "shiny Pikachu", valamint raid bossként a világban először "Mewtwo". A Niantic tájékoztatása szerint Mewtwo-t a későbbiekben Exkluzív Raid Harcok keretein belül lehet majd elfogni, de erről pontosabb információt, időpontot nem adtak.[72][73]
- 2017. augusztus 31-én a legendás Johto-i hármas (Raikou, Entei és Suicune) bekerült a játékba. Raikou kezdetekben az amerikai régióban jelenik majd meg; Entei Európában és Afrikában, míg Suicune az Ázsiai területeken lesz megtalálható. Szeptember 30-án, mindhárom legendás Pokémon másik helyre fog költözni és október 31-ig lesz lehetőség elkapni őket az új régióikban. (Raikou: Ázsia, Entei: Amerika, Suicune: Európa és Afrika). Az utolsó költözésük október 31-én történik, ahol egészen november végéig találhatóak majd meg.(Raikou: Európa és Afrika, Entei: Ázsia, Suicune: Amerika).[74]
- 2017. október 1-jén 12:00 órakor, az első Exkluzív Raid keretein belül Magyarországon megjelent Mewtwo.[75]
- 2017. október 20-án a Halloween event részeként bekerült a játékba 5db harmadik generációs szellem pokémon: Duskull, Dusclops, Shuppet, Sableye és Banette.[76]
- 2017. november 26-án a "Global Catch Challenge" eredményeként 48 órás időtartamra Európában és Amerikában megjelent a "Farfetch'd", Ázsiában pedig a "Kangaskhan" nevű regionális pokémon.[77]
- 2017. november 28-án a Johto régió legendás madara, "Ho-Oh" megjelent a játékban. 5-ös szintű raid boss formájában 2017. december 14-ig lehet majd elkapni.[78]
- 2017. december 8-án 50db harmadik generációs pokémont raktak be a játékba. Ebből 4 darab pokémon "régió exkluzív", azaz bizonyos területeken lehet csak elkapni: Seviper és Minun (Európa, Ázsia és Ausztrália); Zangoose és Plusle (Észak-Amerika, Dél-Amerika, Afrika)[79][80] 2018. január 5-én Seviper és Zangoose régiót cseréltek egymással, azonban a Niantic erről nem adott tájékoztatást, hogy a  változás állandó-e vagy sem. 2018. február 9-én Plusle és Minun, akik korábban régió exkluzív pokémonok voltak, már az összes játékos számára elérhetőek.[81][82]
- 2017. december 16-án az első harmadik generációs legendás pokémon, Groudon megjelent a játékban. 2018. január 15-ig lesz elérhető 5-ös szintű raid-boss formájában.[83]
- 2017. december 21-én a karácsonyi event részeként további 20db harmadik generációs víz és jég típusú pokémon jelent meg a játékban, de ebből Relicanth régió exkluzív lett, azaz csak Új-Zélandon és a Fidzsi-szigeteken lehet elkapni. Az új pokémonok mellett a második generációs Delibird is megjelent a játékban.[84][85]
- 2018. január 12-én egy újabb harmadik generációs legendás pokémon, Kyogre jelent meg a játékban. 2018. február 14-ig lesz elérhető 5-ös szintű raid-boss formájában.[86]
- 2018. január 23-án és február 9-én további harmadik generációs pokémonokat aktiváltak a játékban, ezekből pedig Torkoal (Dél-Ázsia, Indiai szubkontinens), Lunatone (Európa, Ázsia és Ausztrália), Solrock és Illumise (Észak-Amerika, Dél-Amerika, Afrika), Tropius (Afrika), Volbeat (Európa, Ázsia, Óceánia) "régió exkluzív" lett. Ezen kívül a következő legendás pokémon, Rayquaza is bekerült, akit egészen március 16-ig lehet majd elkapni 5-ös raid boss formájában. Ezzel a frissítéssel 384 pokémonra emelkedett a Pokédex lista.[87][88][89]
- 2018. március 16-án Lugia visszatért a játékba, s egészen április 2-ig lehet majd elkapni. "Shiny" formában is elkapható, ami azt jelenti, hogy Ő az első legendás pokémon, ami ilyen formában megjelent a játékban.[90][91]
- 2018. március 30-án a játékban bevezették a kutatási küldetéseket. Az "Egy Mitikus találkozás" című speciális kutatási küldetés sikeres teljesítése esetén a játékosoknak lehetőségük lesz elkapni a legendás "Mew" pokémont.[92][93] A terepkutatási küldetés 7 napon keresztüli sikeres teljesítése esetén pedig egy legendás pokémonnal, pl. Moltressel jutalmaz a játék.[94][95] 2018. május 1-től a 7. napi doboz jutalma: Zapdos, június 1-től pedig Articuno.[96]
- 2018. április 2-án "Latias"-t (Európa, Ázsia) és "Latios"-t (Észak-Amerika, Dél-Amerika, Afrika) aktiválták 5-ös szintű raid boss formájában. Május 8-án a két legendás pokémon régiót fog cserélni egymással, és egészen június 5-ig lesznek elérhetőek az új helyükön.[97]
- A legendás Ho-Oh visszatér a játékba 2018.05.19.-2018.06.07. között, és elérhetővé válik a "Shiny" változata is.[98]
- Kyogre visszatér a játékba 2018.06.07.-2018.06.21. között, és elérhetővé válik a "Shiny" változata is. Emellett Shellder-ből is bekerült a shiny változat.[99]
- 2018. június 21-én egy új legendás pokémon, "Regice" jelent meg a játékban világszerte. A játékosoknak július 19-ig lesz lehetőségük elkapni 5-ös szintű raid boss formájában.[100] 2018. július 20-án Registeel váltotta ezt a raid boss-t; Ő egészen augusztus 16-ig lesz elérhető világszerte.[101]
- 2018. június 30. és július 1. között Dortmundban megrendezésre került a Safari Zóna event. Itt megjelent a "Corsola" nevű regionális pokémon, amit eddig csak az Egyenlítők mentén lehetett elfogni. Az event részeként az "Unown" nevű pokémon is gyakrabban fordult elő a városban.
- A játékosok sikeresen teljesítették a Niantic által kiírt "Globális Kihívást", ezért 2018. július 7-én Articuno visszatér a játékba, összesen 3 órára. Ez idő alatt akár a "Shiny" változatát is el lehet kapni.[102] A játékosok teljesítették a második kihívást is, ezért 2018. július 21-én Zapdos is visszatér, a "shiny" változatával együtt.[103]
- 2018. augusztus 1-jén "Spinda" bekerült a játékba. Nyolc különböző formája van; ezek között a különbség pedig a fejükön található foltok elhelyezkedésében látható.[104]
- 2018. augusztus 17-én a Regi-trio utolsó tagja, Regirock került be a játékba, s egészen szeptember 20-ig lesz elérhető.[105]
- 2018. augusztus 20-án a legújabb speciális kutatási küldetés eredményeként Celebi bekerült a játékba.[106] (Július 14-15 között a 2018-as Pokémon Go Fest rendezvényen már aktiválták a chicagoi játékosoknak, de most már az egész világon elérhető.[107][108])
- 2018. szeptember 19-én az EX-Raid boss lecserélődött Deoxys normál formájára. Mindeközben az 5-ös szintű raidekben megjelent Mewtwo, akit egészen október 23-ig lehet majd elkapni.[109][110]
- 2018. október 15-én 26db negyedik generációs pokémon került be a játékba, a Sinnoh régióból.[111]
- 2018. október 23-án a Halloween event részeként Giratina bekerült a játékba. A játékosok november 20-ig küzdhetnek meg vele.[112]
- 2018. november 20-tól december 18-ig "Cresselia"-val küzdhetnek meg a játékosok a raid harcokban.[113]
- 2018. december 18-án "Heatran" került be az 5-ös szintű raid harcokba, s egészen 2019. január 15-ig lehet majd elkapni.[114]
- 2019. január 29-től az új 5-ös szintű raid boss "Palkia" lett. A játékosok február 28-ig tudják majd elkapni.[115]
- 2019. március 1-től Palkiát nem más, mint "Dialga" váltotta. Őt egészen március 28-ig lehet majd elkapni.[116]

### Edzőterem(Gym)

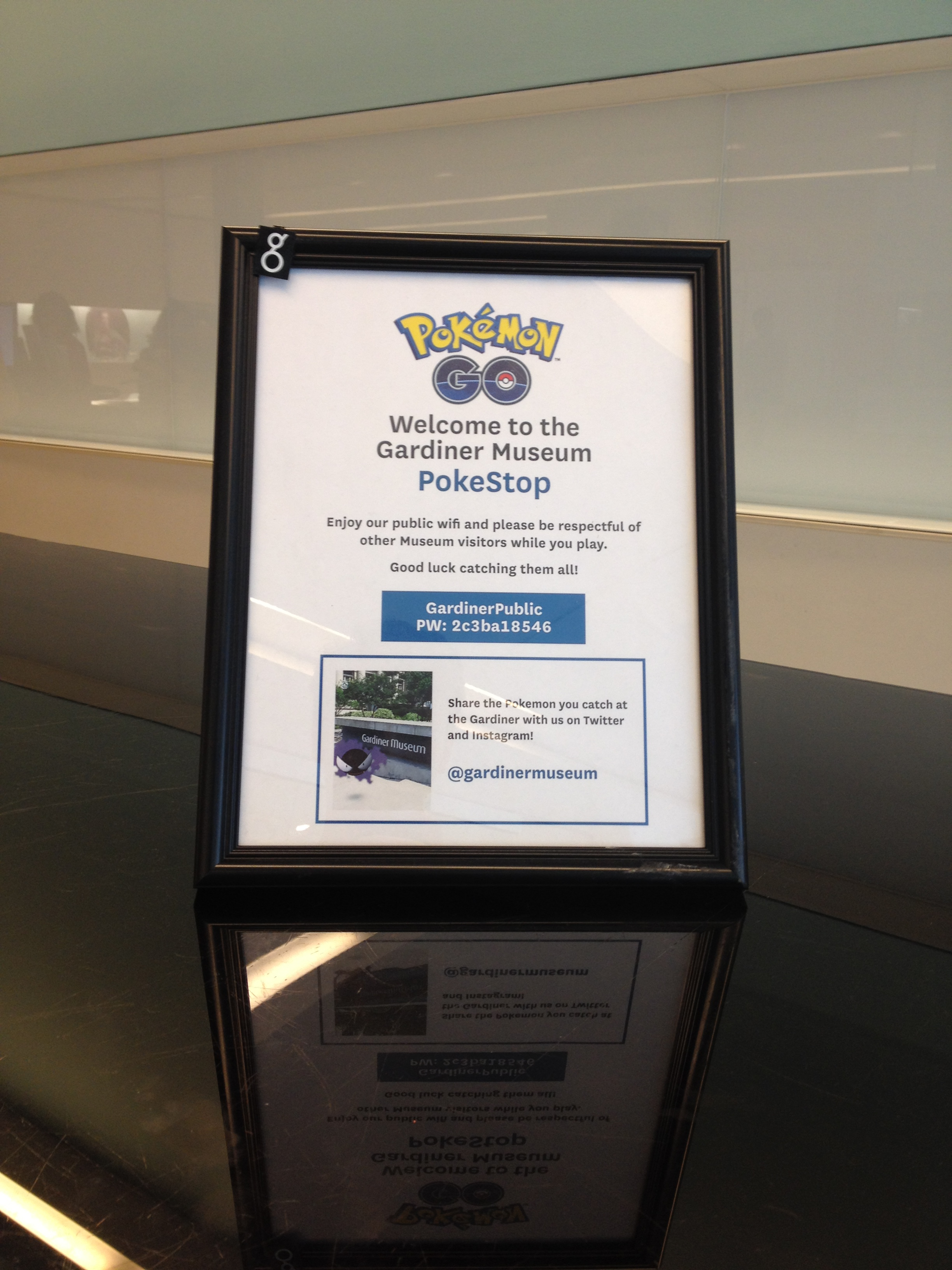
Egy torontói múzeum üdvözlő üzenete az ott található PokéStop látogatóinak

A begyűjtött pokémonok az edzőtermekben harcolhatnak egymással, de csak a már említett csapatválasztás után. A küzdelmek során figyelembe kell venni, hogy mely pokémon hatékony másokkal szemben, mivel például egy egy tűztípusú lény gyenge a víziekkel szemben. Az adott pokémon erejét, a konkrét harci értékét jelentő (Combat Point, CP) értéke jelzi. Minden edzőterem a PokéStophoz hasonlóan valamely helyi nevezetesség közelében található. Ha üres, akkor egy otthagyott szörnyecske segítségével elfoglalható.
2017 júniusában az edzőtermek átdolgozáson mentek keresztül. A "GYM Rework" eredményeként a főbb változások:
- A pokémonokat nem CP szerint rendezi az edzőtermekben, hanem érkezési sorrendbe lehet megküzdeni velük.
- A GYM-ekben 10 helyett max. 6 férőhely van, azonban a GYM-ek száma megnőtt.
- A pokémonoknak ezen túl motivációs szintjük van. Ezt egy szív alakú ikon jelzi, melynek szintjét különböző gyümölcsökkel (etetéssel) lehet növelni. Az idő múlásával, a motivációs szinttel párhuzamosan a CP is csökken.
- Raid rendszer bevezetésre került.
- A GYM-ek a PokéStoppokhoz hasonlóan "pörgethetőek" lettek. A napi első GYM pörgetés adja a "Raid Pass"-t.
- A PokéCoin-t nem 21 óra után lehet kivenni, hanem automatán viszi haza a pokémon (10 percenként kap 1 coint, de naponta max. 50-et vihet haza), ha valaki kiüti az adott edzőteremből. Több pokémon kiütése esetén is a napi limit max. 50 Coin.
- Új jelvények, kitűzők.

### Kutatási küldetések
2018. március 30-án vezették be a játékba a kutatási küldetéseket. Két típusa van:
- Terepkutatás (Field Research): Minden PokéStop napi egy ilyen küldetést ad. Ezek a kutatások a következők lehetnek: bizonyos mennyiségű vagy típusú pokémon elkapása, fejlesztése; bizonyos dobástechnika alkalmazása, adott számú Raid győzelem és GYM harc. A küldetések jutalma lehet XP, stardust, speciális tárgyak vagy akár ritka Pokémonnal való találkozás. Ha 7 napon keresztül naponta legalább egy küldetést megcsinálunk, akkor egy speciális dobozzal jutalmaz a játék, amiből akár egy legendás pokémon is előjöhet. Egy nap több terepkutatást is meg lehet csinálni, viszont naponta csak 1db pecsétet ad a játék, ami a speciális doboz kinyitásához szükséges.[120][121]
- Különleges (speciális) kutatás (Special Research): A terepkutatástól független, történet alapú, fix küldetésekből álló kutatás. Az első Speciális kutatás címe: Egy Mitikus találkozás. A játékosoknak itt már olyan küldetéseket kell teljesíteniük, mint például egy Magikarp felfejlesztése, egy Ditto elkapása vagy az arany Kanto jelvény megszerzése. A 8 lépésből álló küldetés sikeres teljesítése esetén a játékosoknak lehetőségük lesz elkapni a legendás "Mew" pokémont. Erre mindenkinek csak egyszer van lehetősége, viszont Mew elkapási esélye 100%.[122]

### Raid rendszer
2017 júniusától az edzőtermekben lehetőség van egy ún. "raid" harcra. A raid-ek véletlenszerűen jelennek meg az edzőtermekben, egy tojás formájában. A raid célja, hogy egy "Boss"-t (főszörnyet) legyőzzenek a játékosok (max. 20 fős csapatokban). A tojás kikelését egy GYM feletti számláló jelzi. Győzelem esetén, a harc végén a boss kicsinyített mását el lehet kapni, ezen kívül pedig különböző speciális tárgyakat is kaphatnak a játékosok. A Raid harcokhoz egy belépőre (ún. "Raid Pass"-ra) van szükség. A napi első GYM pörgetés adja ezt a tárgyat, azonban többet azon a napon már nem ad. Ha valaki naponta több Raid-en szeretne részt venni, a Shop-ban vásárolhat "Prémium Raid Pass"-t, melynek ára 100 PokéCoin.
A bossok különböző erősségűek, ezeket a tojások színe is jelzi: rózsaszín (1-es, 2-es szintű), sárga (3-as, 4-es szintű), fekete-sötétlila (5-ös szintű, legendás pokémont rejt).
A főszörnyek és erősségük:
| 1-es szintű boss | CP   | Játékban elérhető jelenleg |
| ---------------- | ---- | -------------------------- |
| Magikarp         | 1165 | Igen                       |
| Swablu           | 2766 | Igen                       |
| Snorunt          | 2825 | Igen                       |
| Wailmer          | 3369 | Igen                       |
| Shuppet          | 3372 | Igen                       |
| Duskull          | 2770 | Igen                       |
| Wartortle        | 4503 | Nem                        |
| Charmeleon       | 5085 | Nem                        |
| Ivysaur          | 5238 | Nem                        |
| Metapod          | 1534 | Nem                        |
| Bayleef          | 4375 | Nem                        |
| Quilava          | 5085 | Nem                        |
| Croconaw         | 5207 | Nem                        |

| 2-es szintű boss | CP    | Játékban elérhető jelenleg |
| ---------------- | ----- | -------------------------- |
| Sableye          | 8266  | Igen                       |
| Mawile           | 9403  | Igen                       |
| Misdreavus       | 10417 | Igen                       |
| Sneasel          | 11350 | Igen                       |
| Exeggutor        | 13839 | Igen                       |
| Magneton         | 14172 | Nem                        |
| Cloyster         | 15678 | Nem                        |
| Marowak          | 9891  | Nem                        |
| Manectric        | 11628 | Nem                        |
| Tentacruel       | 12190 | Nem                        |
| Sandslash        | 12312 | Nem                        |
| Dewgong          | 9216  | Nem                        |
| Slowbro          | 11776 | Nem                        |
| Electabuzz       | 12390 | Nem                        |
| Muk              | 12269 | Nem                        |
| Weezing          | 12318 | Nem                        |
| Magmar           | 12718 | Nem                        |

| 3-as szintű boss | CP    | Játékban elérhető jelenleg |
| ---------------- | ----- | -------------------------- |
| Piloswine        | 13663 | Igen                       |
| Granbull         | 15328 | Igen                       |
| Machamp          | 18144 | Igen                       |
| Jynx             | 18296 | Igen                       |
| Gengar           | 19768 | Igen                       |
| Pinsir           | 20176 | Igen                       |
| Azumarill        | 8989  | Nem                        |
| Porygon          | 11419 | Nem                        |
| Claydol          | 13450 | Nem                        |
| Omastar          | 18915 | Nem                        |
| Ninetales        | 14914 | Nem                        |
| Aerodactyl       | 17294 | Nem                        |
| Scyther          | 17358 | Nem                        |
| Starmie          | 17384 | Nem                        |
| Vaporeon         | 16696 | Nem                        |
| Arcanine         | 17832 | Nem                        |
| Jolteon          | 19883 | Nem                        |
| Flareon          | 21155 | Nem                        |
| Alakazam         | 22646 | Nem                        |

| 4-es szintű boss | CP    | Játékban elérhető jelenleg |
| ---------------- | ----- | -------------------------- |
| Walrein          | 23578 | Igen                       |
| Absol            | 26262 | Igen                       |
| Houndoom         | 27302 | Igen                       |
| Aggron           | 33458 | Igen                       |
| Tyranitar        | 34707 | Igen                       |
| Lapras           | 21768 | Nem                        |
| Nidoqueen        | 23216 | Nem                        |
| Victreebel       | 23780 | Nem                        |
| Poliwrath        | 24247 | Nem                        |
| Nidoking         | 24873 | Nem                        |
| Snorlax          | 25419 | Nem                        |
| Feraligatr       | 27740 | Nem                        |
| Blastoise        | 24162 | Nem                        |
| Venusaur         | 26921 | Nem                        |
| Charizard        | 28485 | Nem                        |
| Rhydon           | 30512 | Nem                        |
| Golem            | 30572 | Nem                        |

| 5-ös szintű boss | CP    | Játékban elérhető                                                                                               |
| ---------------- | ----- | --- |
| Articuno         | 37603 | 2017.07.22.-2017.08.31., 2018.07.07.                                                                            |
| Moltres          | 41953 | 2017.07.31.-2017.08.31.; 2018.09.08.                                                                            |
| Zapdos           | 42691 | 2017.08.07.-2017.08.31., 2018.07.21.                                                                            |
| Lugia            | 42753 | 2017.07.22.-2017.08.31.; 2018.03.16.-2018.04.02.; 2018.07.14-2018.07.15.; 2018.12.14.-2018.12.17.               |
| Entei            | 38628 | 2017.08.31.-2017.11.30.                                                                                         |
| Raikou           | 42932 | 2017.08.31.-2017.11.30.                                                                                         |
| Suicune          | 34471 | 2017.08.31.-2017.11.30.                                                                                         |
| Ho-Oh            | 48276 | 2017.11.28.-2017.12.14.; 2018.05.19.-2018.06.07.; 2018.12.14.-2018.12.17.                                       |
| Groudon          | 51968 | 2017.12.16.-2018.01.15.; 2018.02.24.-2018.03.05.; 2019.01.15.-2019.01.29.                                       |
| Kyogre           | 51968 | 2018.01.12.-2018.02.14.; 2018.02.24.-2018.03.05.; 2018.06.07.-2018.06.21.; 2019.01.15.-2019.01.29.              |
| Rayquaza         | 45468 | 2018.02.09.-2018.03.16.                                                                                         |
| Latias           | 45704 | 2018.04.02.-2018.06.05.; 2019.02.22.-2019.03.01.                                                                |
| Latios           | 49323 | 2018.04.02.-2018.06.05.                                                                                         |
| Regice           | 41777 | 2018.06.21.-2018.07.19.                                                                                         |
| Registeel        | 30596 | 2018.07.20.-2018.08.16.                                                                                         |
| Regirock         | 41777 | 2018.08.17.-2018.09.20.                                                                                         |
| Giratina         | 34987 | 2018.10.23.-2018.11.20.                                                                                         |
| Cresselia        | 30849 | 2018.11.20.-2018.12.18.                                                                                         |
| Heatran          | 44905 | 2018.12.18.-2019.01.15.                                                                                         |
| Palkia           | 50019 | 2019.01.29.-2019.02.28.                                                                                         |
| Dialga           | 53394 | 2019.03.01.-2019.03.28.                                                                                         |
| Mewtwo           | 49430 | EX-Raid boss – 2017.08.14. (Yokohama Stadium Event); 2017.10.01.-2018.09.19.; Raid boss 2018.09.20.-2018.10.23. |
| Deoxys           | 45891 | EX-Raid boss – 2018.09.19.-                                                                                     |

### Exkluzív Raid (EX-Raid)
A raidek különleges formája. Lényege, hogy ezekre a harcokra csak az kaphat meghívót, aki a közelmúltban (7 nappal a meghívás előtt) részt vett az adott GYM-ben egy sikeres Raid harcban. Amennyiben ez megtörtént, a játék automatikusan küldeni fog egy meghívót a GYM nevével és az EX Raid időpontjával, ahol lehetőség nyílik egy ultra-ritka Pokémon, mint pl. Mewtwo ellen megküzdeni. A rendszer hetente, de véletlenszerűen küldi a meghívókat a játékosoknak, így nem lehet tudni, hogy a következő EX Raid mikor és melyik GYM-ben lesz. A következő tényezők befolyásolhatják az EX Raid meghívásokat:
Nagyobb eséllyel kaphatnak meghívót, akik: 
- Magas (arany) szintű GYM jelvényekkel rendelkeznek,
- A meghívást megelőző héten nagyobb számú raid harcban vettek részt,
- vagy olyan helyen raideztek, ahol a közelmúltban már volt EX Raid. (Elsősorban parkok területén vagy szponzorált helyeken lévő GYM-ek)[126][127][128]

### Pokémonok fejlesztése(evolve)
A pokémonok erejét kétféleképpen növelhetjük: Az adott Pokémon erősítésével (Power-up), illetve felfejlesztésével (Evolve). Ehhez bizonyos típusú és mennyiségű cukorra (candy-re) van szükségünk. A játékban minden elfogott pokémon után 3 darab candyt kapunk ("Pinap berry" alkalmazásával ez megduplázható), illetve 1 darabot, ha a professzornak elküldjük a szörnyet. (transfer). A "Buddy" funkciónak köszönhetően adott kilométer megtétele után (1, 3 vagy 5 km) is kaphatunk candyt. Az adott távolságot a pokémonok fajtája határozza meg.
Pokémononként változó az átalakuláshoz (evolve-hoz) szükséges candyk száma. Van olyan pokémon, amit nem is lehet tovább fejleszteni, de olyan is van, amely kétszer is tovább tud alakulni. A legtöbb cukorka a "Gyarados" nevű pokémonhoz kell, mivel ehhez 400 darab "Magikarp" candy szükséges.
A 2. generációs pokémonok bevezetése óta bizonyos pokémonokhoz már nem csak candy, hanem különböző fejlesztési tárgyak is szükségesek:
- Fémbevonat (Metal Coat): Onix -> Steelix, Scyther -> Scizor
- Király kő (Kings Rock): Slowpoke -> Slowking, Poliwhirl -> Politoad
- Sárkánypikkely (Dragon Scale): Seadra -> Kingdra
- Nap kő (Sun Stone): Gloom -> Bellossom, Sunkern -> Sunflora
- Frissítés (Up-Grade): Porygon -> Porygon2

### PokéCoin
A Pokémon Go bár ingyenes, PokéCoin vásárlásával különböző eszközökre, lehetőségekre, fejlesztésekre költhetnek a játékosok. Az éttermek, bevásárlóhelyek azt is megtehetik, hogy fizetnek a játék üzemeltetőinek, hogy pokémon szörnyecskéket vonzzanak az üzletük közelébe Lure Module vásárlással: A PokéCoin nem csak vásárlással, hanem edzőtermek (GYM-ek) segítségével is szerezhető. 10 perc edzőteremben töltött idő után 1 PokéCoint "keres" a pokémonunk, de naponta max. 50 coint tud hazavinni, ha valaki kiüti az adott edzőteremből. (Több pokémon kiütése esetén is max. 50 Coin a napi limit)
- Lucky Egg (80 Coin) – 30 percig dupla tapasztalati pont kapható.
- Incense (80 Coin) – 30 percre a játékos közelébe vonzza a pokémonokat, rendszerint 3–4 darabot, amit csak a szörnyvadász láthat. Érdekessége, hogy nem kell sétálni értük.
- Lure Module (100 Coin) – csak PokéStopoknál működik, szintén a közelbe csalogatja a szörnyecskéket, de ebben az esetben más is láthatja őket.
- Egg Incubator (150 Coin) – Keltetőgép a pokémontojások számára, mellyel a megadott kilométereket kell lesétálni, hogy a tojásban lévő pokémon kikeljen. (Egy inkubátor három tojáshoz használható.)
- Prémium Raid Pass (100 Coin) – Belépő jegy, amely 1db Raid harc részvételére jogosít.
- Bag Upgrade (200 Coin) – 50 férőhellyel megnöveli a hátizsákot, vagyis az eszközök (itemek) tárhelyét.
- Pokémon Storage Upgrade (200 Coin) – 50 férőhellyel megnöveli a nálunk tartható pokémonok helyét.

### PokéCoin árak
Frissítve: 2022.05.16.
- 100 pokécoins 199 Ft
- 550 pokécoins 1790 Ft
- 1200 pokécoins 3490 Ft
- 2500 pokécoins 6990 Ft
- 5200 pokécoins 14490 Ft
- 14 500 pokécoins 36990 Ft

## Pokémon Go Plus
A játékhoz a fejlesztők készítettek egy olyan kiegészítő eszközt is, amellyel jelentősen megkönnyíthető a keresés. Ez egy Bluetooth technológiát használó, műanyag karkötő, mely fénnyel és rezgéssel jelzi, ha egy olyan konkrét területre érünk, ahol a virtuális világban egy pokémon található. A karkötőn lévő gomb segítségével az adott pokémon elkapható, illetve a pokéstoppok is kipörgethetőek.
Maga a karperec nem jelent meg a játékkal egy időben, bár a hivatalos oldalon már a kezdetek óta fent van.

## Konfliktusok a játék körül
Valóban van egy beteg Pokémon kórházunkban, de mi gondoskodunk róla. Kérjük többé ne látogassák őt

Országok, melyekben hivatalosan elérhető a játék
Megjelenés 2016. július 6. (Ausztrália, Új-Zéland, USA)
Megjelenés 2016. július 13. (Németország)
Megjelenés 2016. július 14. (Egyesült Királyság)
Megjelenés 2016. július 15. (Olaszország, Spanyolország, Portugália)
Megjelenés 2016. július 16. (Ausztria, Belgium, Bulgária, Horvátország, Ciprus, Csehország, Dánia, Észtország, Finnország, Görögország, Grönland, Magyarország, Izland, Írország, Lettország, Litvánia, Luxemburg, Málta, Hollandia, Norvégia, Lengyelország, Románia, Szlovákia, Szlovénia, Svédország, Svájc)
Megjelenés 2016. július 17. (Kanada)
Megjelenés 2016. július 22. (Japán)
Megjelenés 2016. július 24. (Franciaország)

A Pokémon Go játékszoftvere az Ingress adatbázisának portáljaira alapozva határozza meg a PokéStopok helyszíneit, azaz a pokémon-lelőhelyeket. Nem egy az egyben lettek megfeleltetve a helyek, azonban iránymutatást adnak, hiszen főképpen a nagyvárosok ismert és tradicionális turista látványosságainál és a bevásárló központokban lettek elhelyezve a PokéStop-ok. A Pokémon Go így egy virtuális valóságra épülő okostelefonos kalandjáték, melynek segítségével valódi emberek csoportosan, egymást segítve vadásznak a természetben, mint az őseik. Minél többen vannak a játékosok, annál egyszerűbb újabb és újabb pokémonokat elfogniuk. A legkorszerűbb informatikai technológia biztosítja a társas utcai játék többszörösen összetett élményét, amely a játékosok által kitűzött újabb és újabb célok elérését kíséri.
A játék túlzott használata esetén, amikor már a kellő függőség kialakul, a játékosokat a szoftver újabb és újabb vásárlásra készteti, hogy megszerezzék a vadászathoz a kiegészítő érdekes szolgáltatások és eszközök valamelyikét. Ezeket a pokécoin nevű, játékon belüli pénzzel tudják megvásárolni, amit természetesen valódi pénzért vehetnek meg. A különféle pokémonokat azonban egyre nehezebb elkapni, ahogy egyre magasabb szintet ér el a játékos úgy nehezedik a vadászat. Ezért a kiterjesztett valóság megjelenése a hétköznapi környezetben sok-sok konfliktust is generált. Két kanadai fiatal pokémon-edző annyira koncentrált a Pokémonok felkutatásakor, hogy illegális határátlépést követett el az Egyesült Államok szigorúan őrzött határán. Szüleiknek kellett kiszabadítaniuk az amerikai határőrség kezei közül. Japánban a játék bevezetésekor tömegek lepték el a hirosimai atomtámadás áldozatainak emlékparkját a szörnyecskék után kutatva.
A Pokémon-vadász új "állatfajként" került be a köztudatba, komoly bűncselekményekért és balesetekért tették felelőssé a programot, közösségek alakultak, hackerek törik kezüket-lábukat a program lelövéséért, a rajongók és a kritikusok, illetve a "köznép" két pártra szakadt: az egyik szerint a Nintendo (és persze a Niantic) a Pokémon GO-val újabb forradalmat vitt véghez, és a mozgás után (a Wii-vel) a korábban a konzolok előtt gubbasztó kockák életének részévé tette a kimozdulást, míg a másik szerint a jelenség hatalmas lufi csupán, amely nem csak tiszavirág-életűnek fog bizonyulni, de amíg nem tűnik el a feledés jótékony homályában, hiába a játék kezdőképernyőjének figyelmeztetése a "kockázatokra és mellékhatásokra", rendkívül veszélyes is.
Szűts Zoltán habilitált főiskolai tanár véleménye szerint rendkívül addiktív a játék és a függőség hátrányos helyzetbe hozhatja az érintett személyt és környezetét is.
Az összes függőségnek az alapja, hogy bizonyos funkciókat kielégít a személyiségen belül. Ebben az esetben a játék bizonyos részei segítenek a felhasználónak leküzdeni azokat a problémákat, amelyekkel magától nem tud megbirkózni.
Körmendi Attila, a Debreceni Egyetem Pszichológiai Intézet Személyiség- és Klinikai Pszichológiai Tanszékének adjunktusa szerint, habár a kóros játékszenvedélyt (patológiás gambling) az addikciók körébe sorolják, mindig a személyiségen múlik, hogy ki válik függővé egy játéktól.
Demetrovics Zsolt, az ELTE Klinikai Pszichológia és Addiktológia Tanszékének vezetője szerint lehet pozitív szociális hatása a játéknak, mert többnyire társas közegben zajlik, de akár elidegenítő hatása is bekövetkezhet egyeseknél.
Nincs kizárólag, csak a kóros játékszenvedélyre jellemző személyiségstruktúra vagy tipikus pszichodinamika, de megállapíthatók jellegzetes pszichológiai sajátosságok. Martin C. McGurrin szerint ezt az addikciót az extrém önbizalom és a mély kétely váltakozása, az intim kapcsolatok kialakításának és fenntartásának fogyatékossága, beleértve ebbe a csökkent szexuális aktivitást is, és néhány vonatkozásban speciális gondolkodási beállítódás jellemzi
Frankó András, a Fogadó Pszichoszociális Szolgálat vezetője szerint az okostelefonos számítógépes játéktól való függőség veszélyesebb lehet a drognál, mert akadálytalanul terjed és a virtuális világ fontosabbá válhat a játékos számára, mint a valóságos élete. Gajdics Ottó újságíró szerint: „A pokémonok viszont a lelkünket béklyózzák le a semmi partjára, miután felzabálták az emberi értelem utolsó morzsáit.”
A kilencvenes évek végétől létező, generációk sorát meghódító Pokémon videójáték verziók és a játék alapján alkotott rajzfilmek miatt is rendkívül sikeres játék, különleges ellenzőket generált világszerte, így Magyarországon is. Facebook-csoportok alakultak arra, hogy a japán eredetű számítógépes gyermekjátékok mobilváltozatától megvédjék a társadalmat a „hatalom által létrehozott zombi társadalom kineveléstől, a teljes kontroll, egyébiránt tudati leszedálástól”.

### Tiltott Pokémon Go-játékhelyszínek
- A Manchester United FC játékosai számára minden helyszínen tiltott a mérkőzéseket megelőző 48 órában a Pokémon Go használata.[159]
- Fukusima Daiicsi atomerőmű, mert a Fukusimai atomerőmű-baleset során az erőműből nagy mennyiségben kijutott radioaktív anyagok több tíz kilométeres távolságig beszennyezték a környezetét.[160]
- Nagasaki Béke Park, mert az emlékhely az imádkozás helye.[161]
- Arlingtoni Nemzeti Temető[162]
- washingtoni holokausztmúzeum[163]
- Auschwitz-Birkenau Múzeum[164]
- Bosznia-Hercegovina eddig nem mentesített aknamezői[165]
- A PETA (People for the Ethical Treatment of Animals) Los Angeles-i irodája[166]
- Lavanttal-Arena, a Wolfsberger AC osztrák labdarúgócsapat hazai mérkőzéseinek otthont adó stadionja[167]
- Szaúd-Arábia – a legfelsőbb vallási hivatal egy 2001-es rendelet (fatva) értelmében megtiltotta a pokémonos játékok használatát az hithű muszlimok számára.[168][169] Saleh Al-Fozan vallási vezető szerint a jelenlegi Pokémon Go változat pedig ugyanaz, mint a régi.[170]
- Izraeli katonai bázisokon – mert a Pokémon Go játék alkalmas illegális információszerzésre.[171]

### Pokémon Go használat közben történt balesetek
- 2016 júliusában, két héttel az alkalmazás elindulása után a guatemalai Chiquimulában Jerson López de León az unokatestvérével magánterületen lelt egy zsebszörnyre. A tulajdonos lelőtte a fiút, és egy kisteherautóval távozott a helyszínről.[172][173]
- 2016. július 13-án a New York-i Auburnben fának hajtott egy fiatal férfi a Pokemon Go alkalmazás használata közben.[174]
- 2016. augusztus 2-án egy fiatal amerikai házaspár kétéves gyermeke pelenkában és pólóban zokogott a forró udvaron, mikor rátaláltak, mert a szüleit túlságosan lekötötte a pokémon keresés.[175]

### Szervezetek tiltakozása
- 2016 júliusában a játék bevezetése után a PETA állatvédő szervezet kezdeményezte a Pokémon Go betiltását.[176]